# Vertrouwen (film)
Vertrouwen (Hongaars: Bizalom) is een Hongaarse dramafilm uit 1980 onder regie van István Szabó.

## Verhaal
Een vrouw wordt tijdens de Tweede Wereldoorlog gedwongen om onder te duiken met een haar onbekende verzetsstrijder. Ondanks het zeer argwanende karakter van de man groeit er een liefdesband. Het is echter niet zeker of die verbintenis zal blijven bestaan na het einde van de oorlog.

## Rolverdeling
| Acteur            | Personage       |
| ----------------- | --------------- |
| Ildikó Bánsági    | Kata            |
| Péter Andorai     | János           |
| Oszkárné Gombik   | Oude vrouw      |
| Károly Csáki      | Oude man        |
| Ildikó Kishonti   | Erzsi           |
| Lajos Balázsovits | Man van Kata    |
| Tamás Dunai       | Günther Hoffman |
| Zoltán Bezerédy   | Pali            |